# 1329 Eliane
1329 Eliane è un asteroide della fascia principale. Scoperto nel 1933, presenta un'orbita caratterizzata da un semiasse maggiore pari a 2,6184558 UA e da un'eccentricità di 0,1710116, inclinata di 14,46499° rispetto all'eclittica.
Prende il nome dalla figlia dall'astronomo belga Paul Bourgeois.